# Lepetelloidea
Lepetelloidea zijn een superfamilie van weekdieren uit de klasse van de Gastropoda (slakken).

## Families
- Addisoniidae Dall, 1882
- Bathyphytophilidae Moskalev, 1978
- Caymanabyssiidae Marshall, 1986
- Cocculinellidae Moskalev, 1971
- Lepetellidae Dall, 1882
- Osteopeltidae Marshall, 1987
- Pseudococculinidae Hickman, 1983
- Pyropeltidae McLean & Haszprunar, 1987